# Grande halle de la Villette
Grande halle de la Villette (česky Velká hala v La Villette) je budova bývalých jatek postavená v letech 1865-1867 ve čtvrti La Villette v Paříži. Dnes se nachází v 19. obvodu v parku La Villette a od roku 1979 je chráněná jako historická památka.

## Stavba
Bývalá volská hala byla největší ze tří hal určených k prodeji dobytka a jediná, která se dochovala. Zbývající dvě menší byly zbořeny. Budovu o rozloze 20 000 m2 navrhl architekt Jules de Mérindol. Hala prošla od vzniku parku La Villette již dvakrát rekonstrukcí – v letech 1983-1985 a 2005-2007.
Budova dnes slouží pro kulturní účely, např. výstavy nebo koncerty.

## Další objekty z bývalých jatek
V parku zůstaly i další pozůstatky jatek, některé byly také zčásti nebo jako celek zapsány na seznam historických památek:
- Burzovní pavilon, bývalá burza dobytka, dnes divadlo La Villette
- Lednový pavilon, bývalá administrativní budova policie a pošty, dnes sídlo správy parku
- Pavilon Charolais, bývalý bufet na trhu
- Pavilon modelů je dnes sídlem Asociace prevence čtvrti La Villette
- Fontána Núbijských lvů
- Dům La Villette, bývalý sklad loje
- Hodiny z roku 1877